# 阿南达 (车臣汗部)
阿南达（17世纪？—1696年），清朝蒙古王公，喀尔喀蒙古车臣汗部人，硕垒汗的第十一子，博尔济吉特氏。
阿南达号称达赉乌吉，驻牧在克鲁伦河北索和尼，康熙二十七年（1688年）率诸子归顺清朝。康熙二十八年（1689年），授为济农及札萨克（车臣汗部中前旗），驻牧阿噜科尔沁界内呼噜苏台。康熙三十年（1691年）至多伦诺尔会盟，封固山贝子兼札萨克。其子贡楚克、丹津、齐巴勒阿喇布坦。